# Hanne Haugland (schaatsster)
Hanne Skjønhaug Haugland (7 september 1991) is een Noors langebaanschaatsster. Ze is gespecialiseerd op de sprintafstanden en maakt sinds 2012 deel uit van Team CBA van Peter Mueller.
Haugland werd Noors kampioene 500 meter op de Noorse afstandskampioenschappen 2011, Noors kampioene sprint op de Noorse sprintkampioenschappen 2012 en Noors kampioene 1000 meter op de Noorse afstandskampioenschappen 2013.

## Persoonlijke records
| Afstand    | Tijd    | Datum            | Baan      |
| ---------- | ------- | ---------------- | --------- |
| 500 meter  | 39,62   | 24 oktober 2015  | Stavanger |
| 1000 meter | 1.18,49 | 17 maart 2012    | Calgary   |
| 1500 meter | 2.03,76 | 20 maart 2011    | Calgary   |
| 3000 meter | 4.35,00 | 10 januari 2009  | Hamar     |
| 5000 meter | 7.25,03 | 16 december 2012 | Stavanger |

## Resultaten
| Jaar | WK Sprint | WK Junioren                                        |
| ---- | --------- | -------------------------------------------------- |
| 2009 |           | 14e 500m 41e 1500m 9e achtervolging                |
| 2010 |           | 30e allround 43e 1000m 41e 1500m 13e achtervolging |
| 2011 |           | 5e 500m 20e 1000m 15e 1500m                        |
|      |           |                                                    |
| 2013 | NC31      |                                                    |